# Pesnitev
Pesnitev je vsebinsko členjena pesem daljšega obsega. Opeva zunanje dogodke in nima značilnih potez romance ali balade. Sinonim za pesnitev je tudi pripovedna pesem.